# Marius Steinert
Marius Steinert (* 19. September 1984 in Kaufbeuren) ist ein deutscher Eishockeyspieler (Stürmer), der seit 2006 für den Zweitligisten EHC München aufläuft. In der aktuellen Saison 2008/2009 ist Steinert mit einem sogenannten Standby-Vertrag ausgestattet, der es ihm ermöglicht neben dem Sport seinem zeitintensiven Zahnmedizinstudium nachzugehen.

## Karriere
Steinert begann seine Karriere im Nachwuchs des ESV Kaufbeuren. Er durchlief dort sämtliche Nachwuchs-Teams und wurde sowohl mit der Schülermannschaft 1999 als auch mit den Junioren 2005 deutscher Meister.
In der Saison 2005/06 erhielt Steinert seine Chance in der 2. Bundesliga und spielte eine solide erste Bundesliga-Saison, in der ihm mit dem ESV Kaufbeuren der Klassenerhalt gelang.
Zur Saison 2006/07 zog es Steinert nach München zum dort ansässigen EHC München, mit dem er in derselben Saison das Playoff-Halbfinale erreichte.
Aktuell läuft der 1,95 m große Stürmer, dessen Markenzeichen sein Vollvisier ist, mit der Nummer 13 für das Team von EHC-Coach Pat Cortina auf.

## Statistiken
(Legende zur Spielerstatistik: Sp oder GP = absolvierte Spiele; T oder G = erzielte Tore; V oder A = erzielte Assists; Pkt oder Pts = erzielte Scorerpunkte; SM oder PIM = erhaltene Strafminuten; +/− = Plus/Minus-Bilanz; PP = erzielte Überzahltore; SH = erzielte Unterzahltore; GW = erzielte Siegtore; 1 Play-downs/Relegation; Kursiv: Statistik nicht vollständig)